# 桑塔利亚
桑塔利亚是葡萄牙布拉干萨区的一个堂区。总面积27.67平方公里，总人口312人，人口密度11.3人/平方公里。